# La Bombe P
La Bombe P (The Population Bomb) est un ouvrage écrit par Paul R. Ehrlich, alors professeur à l'université Stanford, en 1968. Il traite de la question de la surpopulation humaine.

## Description
La thèse du livre prédit qu'une famine massive aura lieu au cours des années 1970 et 1980, notamment à cause de la croissance de la population mondiale et demande que des actions politiques soient immédiatement mises en place pour limiter la croissance démographique.
Succès d'édition, le livre s'est vendu à plus de deux millions d'exemplaires et a contribué à la prise de conscience collective sur les problématiques de population et d'environnement dans les années 1960 et 1970,.
Controversé, le livre est critiqué pour son ton alarmiste et ses prédictions se sont révélées infondées et inexactes. D'après Paul et Anne Ehrlich, leur analyse de la situation alimentaire est, à cette époque, effectivement erronée puisqu'elle sous-estime l'impact de la révolution verte et que la baisse de la croissance démographique dans les pays riches en Europe joue un rôle important dans la création d'excédents agricoles dans ces pays. Mais, toujours selon les auteurs, l'ouvrage a rempli son rôle en sensibilisant la population aux questions environnementales et en introduisant la taille de la population dans le débat sur l'avenir de l'humanité.
N'envisageant pas le problème uniquement sous l'angle de la surpopulation, Paul et Anne Ehrlich veulent initialement appeler le livre Population, Resources, and Environment mais leur éditeur pense que ce titre est trop complexe et demande à Hugo Moore  la permission d'utiliser The Population Bomb, titre de son pamphlet écrit quelques années auparavant,. En 1972, Paul Ehrlich et John Holdren proposent d'ailleurs, dans le Bulletin of the Atomic Scientists, la formule {\displaystyle I={P}\times {A}\times {T}} décrivant l'impact de l'humanité (I) comme le produit de la population (P), de l'abondance (A) et de la technologie (T),.
À la suite de la publication du livre, Paul Ehrlich, Richard Bowers et Charles Remington (en) fondent l'association Zero Population Growth.

## Éditions
- (en) Paul Ehrlich, The Population Bomb, Ballantine Books, 1968,  (ISBN 978-1-56849-587-3)
- Paul Ehrlich, La Bombe P, Fayard, 1970.
- Paul Ehrlich, La Bombe P, J'ai lu, 1971.